# Фенси Фарм (Кентаки)
Фенси Фарм (енгл. Fancy Farm) насељено је место без административног статуса у америчкој савезној држави Кентаки.

## Демографија
По попису из 2010. године број становника је 458.
| Група             | 2000.    | 2010.       |
| Белци             | 0 (0,0%) | 448 (97,8%) |
| Афроамериканци    | 0 (0,0%) | 2 (0,4%)    |
| Азијати           | 0 (0,0%) | 0 (0,0%)    |
| Хиспаноамериканци | 0 (0,0%) | 6 (1,3%)    |
| Укупно            | 0        | 458         |